# کایل چالمرز
کایل چالمرز (انگلیسی: Kyle Chalmers؛ زادهٔ ۲۵ ژوئن ۱۹۹۸) یک شناگر اهل استرالیا است.
وی در مسابقات کشوری و بین‌المللی در مجموع برنده ۴ مدال طلا، ۴ مدال نقره، ۵ مدال برنز همچون مدال طلا شنا ۱۰۰ متر آزاد بازی‌های المپیک تابستانی ۲۰۱۶ شده است.